# Золотарёв, Василий Иванович (футболист)
Васи́лий Ива́нович Золотарёв (24 сентября 1959 — 25 сентября 2013) — советский футболист, нападающий.
Воспитанник РУОР Фрунзе. Карьеру начинал в команде первой лиги «Алга» Фрунзе в 1979 году. В 1980—1991 годах играл во второй (в 1990 году второй низшей) лиге за «Восток» Усть-Каменогорск, провёл 318 матчей, забил 51 гол. В 1984 году сыграл семь матчей за «Алгу».
Скончался в 2013 году, на следующий день после 54-летия.